# Stazione di Bergamo FVB
La stazione di Bergamo FVB era il capolinea meridionale della ferrovia della Valle Brembana,  attiva fra il 1906 e il 1966, a servizio dell'omonimo comune.

## Storia

Il piazzale di Stazione negli anni venti

La stazione fu aperta il 1º luglio 1906, contestualmente al tronco di linea ferroviaria che arrivava a San Pellegrino Terme che il 15 ottobre dello stesso anno fu estesa fino a San Giovanni Bianco.
Così come il servizio lungo la linea, le infrastrutture di stazione erano gestite dalla Società Anonima della Ferrovia Elettrica di Valle Brembana (FVB), cui il 15 ottobre 1903 era stato subconcesso l'esercizio da parte della deputazione provinciale.
Il 31 luglio 1926, la ferrovia fu estesa fino a San Martino de' Calvi Nord.
La stazione fu chiusa il 17 marzo 1966, insieme all'intera linea. In seguito, l'impianto fu riconvertito ad autostazione.

## Strutture e impianti
La stazione era di testa e si affacciava sulla piazza della stazione FS contigua, a nord, all'impianto della ferrovia della Valle Seriana. Il fabbricato viaggiatori fu costruito in stile belle epoque, più imponente rispetto a quello della linea vicina.
Il piazzale era dotato di tre binari per il servizio viaggiatori con due isole centrali protette da pensiline in legno. Era presente un ulteriore fascio di tre binari per il ricovero e la manovra dei rotabili, uno dei quali adiacente al magazzino merci.

## Movimento
La stazione era capolinea di tutti i servizi viaggiatori a carattere locale svolti dalla FVB sulla propria linea sociale, classificati Omnibus e Accelerati.
Negli anni cinquanta e fino al 1960 venne istituita una coppia di treni diretti estivi verso Milano effettuata con automotrici FS, che a Bergamo venivano scissi in due sezioni instradate rispettivamente da/per Clusone e Piazza Brembana.
Il traffico merci era costituito da due coppie di treni raccoglitori Bergamo-San Giovanni Bianco e Bergamo-Zogno che sostavano nelle diverse località intermedie.